# Chandahalli, Tirumakudal Narsipur
Chandahalli là một làng thuộc tehsil Tirumakudal Narsipur, huyện Mysore, bang Karnataka, Ấn Độ.